# Ґуй Міньхай
Ґуй Міньхай (китайська: 桂敏海 або 桂民海; піньїнь: Guì Mǐnhǎi або Guì Mínhǎi; народився 5 травня 1964 року), також відомий як Майкл Ґуй, шведський науковець і книговидавець, що народився в Китаї. Автор багатьох книг про китайську політику та політичних діячів; упродовж десятирічної письменницької кар'єри написав загалом близько 200 книг під псевдонімом Ай Хай (阿海). і є одним з трьох акціонерів книгарні Козвей Бей Букс у Гонконгу.
Наприкінці 2015 року Міньхай пропав безвісти в Таїланді, ставши одним з п'яти чоловіків, що зникли під час низки інцидентів, відомих під назвою зникнення Козвей Бей Букс. Ця справа спричинила побоювання, і на місцевому рівні і у Великій Британії, щодо краху ідеї "одна країна, дві системи", і стосовно тієї можливості, що люди можуть стати суб'єктом видачі з Гонконгу та інших країн китайськими правоохоронними органами. Китайський уряд мовчав про утримання письменника під вартою, що тривало три місяці, а потім материкові ЗМІ показали суперечливе відео-зізнання. У ньому Міньхай стверджував, що повернувся в Китай і здався владі за власним бажанням. На відео виглядало, що він готовий був постати перед судом у Китаї, відмовившись від захисту як громадянин Швеції.
Багато оглядачів висловило сумніви в щирості та достовірності зізнання Міньхая. Газета "Вашингтон Пост" описала розповідь як "безладну і несклАдну, що змішує ймовірні факти із тим, що здається повною вигадкою". Наприкінці лютого 2016 року китайські державні ЗМІ передали, що Міньхая було затримано за "незаконну підприємницьку діяльність". Йому інкримінували, що з жовтня 2014 року він свідомо поширював книги, не схвалені головним управлінням преси та публікацій Китаю. Хоча в жовтні 2017 року Міньхая звільнили з-під варти, в січні 2018 року його знову викрали, ймовірно співробітники спецслужб – група чоловіків у цивільному, коли він їхав до Пекіна на прийом до лікаря. Невдовзі після цього, перебуваючи під арештом за порушення невказаних законів, він знову зізнався, викривши шведських політиків у тому, що вони підбурили його залишити цю країну, і, як він каже: "використовували мене як шахову фігуру"

## Життєпис

### Ранні роки
Міньхай народився 1964 року в Нінбо. 1985 року закінчив Пекінський університет зі званням бакалавра історії. До 1988 року працював редактором Преси Народної освіти, а тоді виїхав до Швеції й вступив на докторантуру в Університет Гетеборга. Після протестів на площі Тяньаньмень 1989 року він отримав дозвіл на проживання у Швеції, а пізніше став натуралізованим громадянином цієї країни. Після цього відмовився від китайського громадянства. За словами доньки, його привабила краса нової країни проживання та свобода, яку він відчув коли жив там. 1996 року Міньхай отримав докторський ступінь. Дружина Міньхая також натуралізована громадянка Швеції, 1994 року в пари народилася дочка. 1999 року Міньхай повернувся до Китаю й у Нінбо заснував дочірню компанію шведської фірми, яка китайською мовою має назву Тан'ю (唐友), що пропонує засоби очищення повітря. Ґуй був генеральним директором і членом ради директорів.

### Інцидент зі звинуваченням у водінні в нетверезому стані
У грудні 2003 року в Нінбо сталася автомобільна аварія, у якій загинула 23-річна жінка-пішохід, тоді Міньхаєві приписали звинувачення, що він був п'яним за кермом. Муніципальний проміжний народний суд Нінбо засудив Міньхая до двох років умовно. Преса, що перебуває під контролем держави, стверджувала, що в жовтні 2004 року Міньхай залишив країну за  підробленими документами.
Цей нібито злочин був основною темою зізнання Міньхая, яке транслювали по державному телебаченню. Експерти та правозахисники однаково висловлювали недовіру до цієї події та до цього зізнання. Експерт Джонні Лау Юй-Сю зазначив, що позиція уряду КНР була сповнена протиріч, а профспілковий активіст з Гонконгу Лі Чойк-Ян зазначив, що гадане зізнання було "нелогічним та неправдоподібним". Ніколя Бекелен, директор "Міжнародної амністії" в Східній Азії сказав, що слова Міньхая звучать як заготовані наперед.
2004 року Міньхай залишив Китай і працював на німецьку філію фірми Nordpool Consulting. У серпні 2006 року його дворічний умовний термін став реальним.

### Видавнича діяльність

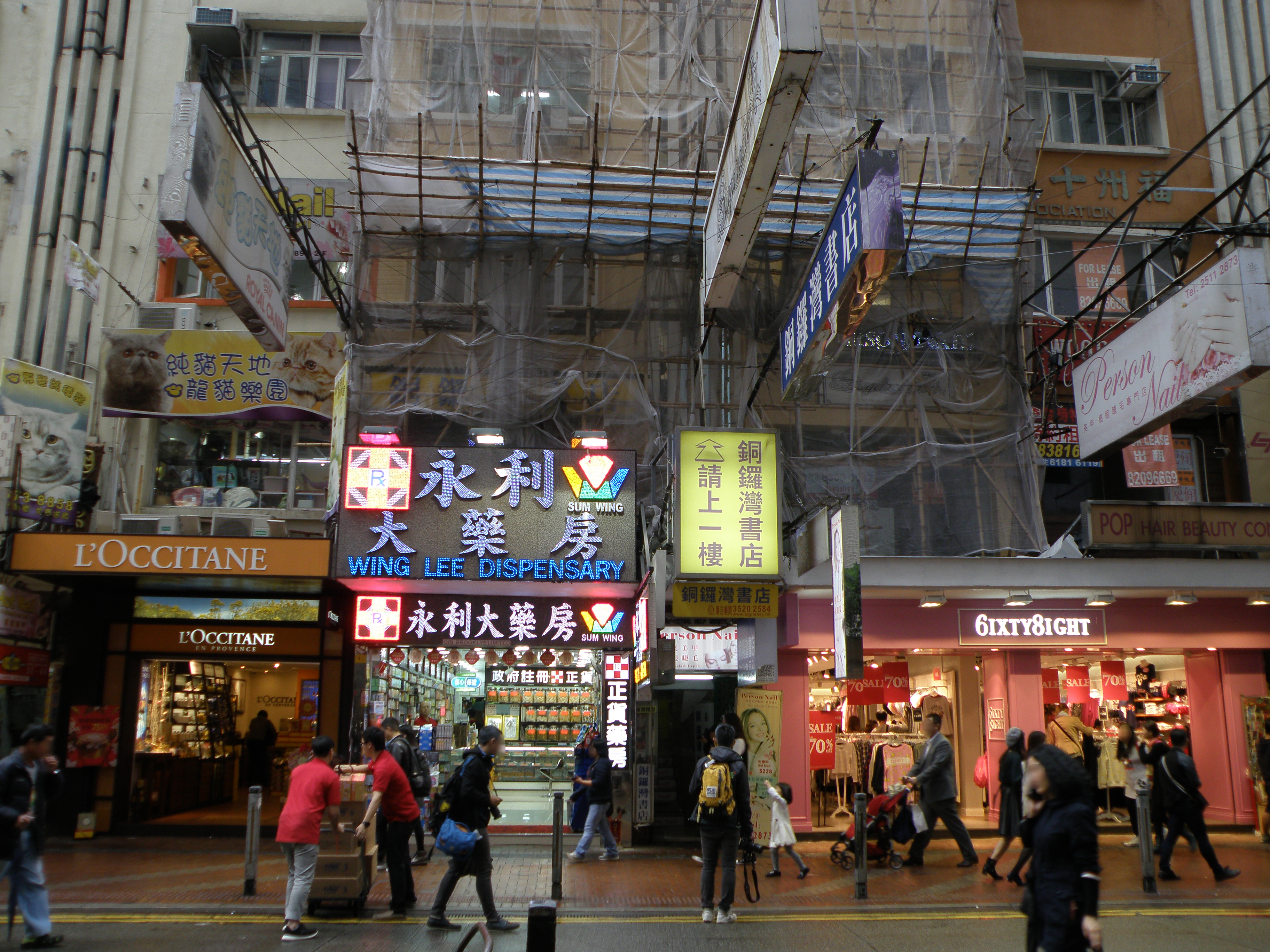
Книгарня Козвей Бей у Козвей Бей (Гонконг); 3 січня 2016

Газета "Вашинґтон Пост" у своїй авторській колонці коментує: "коли політичний клімат у Китаї покращився, Міньхай повернувся [до Гонконгу]". Там, з 2006 року, він створив кілька видавничих компаній, що зосереджувались на політиці материкового Китаю. Він долучився до китайського ПЕН-клубу, через який познайомився з професіоналами Гонконзького ПЕН-клубу. 2013 року Міньхай, Лі Бо, Луй Бо створили гонконгську компанію Mighty Current Media (також відому як Sage Communications), що спеціалізується на виданні та розповсюдженні книг, що містять політичні плітки про лідерів Китаю. Міньхай та Лі Бо володіють 34% акцій цієї компанії кожен (акції Лі Бо записані на ім'я його дружини Софі Чой), а Луй Бо  -  рештою 32%. 2014 року компанія придбала Козвей Бей Букс, книгарню на горішньому поверсі будинку в центральній частині Гонконгу.
Впродовж десяти років своєї кар'єри Міньхай написав близько 200 книг під псевдонімом "Ай-Хай". Серед героїв цих книг Бо Сілай та Чжоу Юнкан, колишні члени Політбюро, а також генеральний секретар Сі Цзіньпін. Західні ЗМІ називають ці книги "бідні на джерела, політичні книги в стилі  таблоїдів... які є поза законом у материковому Китаї". Колега Міньхая, Лі Бо, визнав, що книги Міньхая містили безліч здогадок і пліток замість фактів, і назвав Міньхая бізнесменом, мотивацією публікацій якого був радше прибуток, ніж ідеологія.
Оскільки роботи, де критикується керівництво китайського режиму, вважаються пов'язаними з військовою таємницею, Міньхай завжди тримав свої робочі проекти в таємниці; тримався наодинці, а його телефонні дзвінки перенаправлялись через іноземні країни. Тривалий час він жив, не в'їжджаючи до Китаю, не відвідував свого батька, коли той був хворий, і не повернувся до Китаю на його похорон. Джерела ЗМІ повідомили, що Міньхай опублікував близько половини популярних книг про Бо Сілая. Коли 2013 року Бо потрапив у політичний скандал під час інциденту з Ван Ліцзюнем, Міньхай отримав грошовий зиск у розмірі 10 млн. гонконзьких доларів на хвилі зростання продажів книг. На прибуток від видання книг Міньхай придбав нерухомість у Гонконзі та Німеччині, включаючи пансіонат біля моря в Паттайї (Таїланд).
У лютому 2018 року Міжнародна асоціація видавців оголосила, що Міньхай став переможцем їхньої Премії за свободу книговидання за безстрашне книговидавництво перед лицем небезпеки.

## Зникнення
15 жовтня 2015 року Ґуй Міньхай востаннє вийшов на зв'язок зі своїми колегами. 17 жовтня 2015 року камери безпеки записали як Міньхай залишає свою квартиру в Паттайї (Таїланд), і здається, що його викрадає невідомий чоловік. Він був другим продавцем книг, що мав стосунок до Козвей Бей Букс, який, імовірно, зник без сліду:  Луя Бо востаннє бачили 14 жовтня 2015 біля його будинку в Шеньчжені; троє інших також зникли впродовж наступних тижнів. У листопаді їх оголосили зниклими безвісти. Лі Бо (іноді, Пол Лі, також, Лі По) проінформував ЗМІ про зникнення інших його чотирьох колег, а потім, 30 грудня, сам зник з Гонконгу. Зникнення Лі, через неможливість його поїздки до Шеньчженя, оскільки його дозвіл на подорож до материкового Китаю залишився вдома, викликало велику тривогу щодо повторюваного сценарію зникнень співробітників книгарні та можливість транскордонних видач. 4 січня 2016 року зникнення Лі Бо змусило головного міністра адміністрації Гонконга Лян Чженьїна скликати прес-конференцію, де він заявив, що в тому випадку, якщо співробітники правоохоронних органів материкового Китаю діяли в Гонконзі, то це "неприйнятно" і є порушенням Основного закону.
Через два тижні після зникнення Міньхая четверо чоловіків прийшли обшукати його квартиру – нібито заради його комп'ютера – але поїхали без нього. Менеджерка садиби, де жив Міньхай намагалася зв'язатися з ним за номером що належав людині, яка телефонувала їй останньою щоб спитати про нього. На дзвінок відповів водій таксі, який сказав, що четверо чоловіків залишили телефон у його таксі, і що вони хотіли їхати в Пойпет, прикордонне містечко в Камбоджі. Востаннє Міньхай дав про себе знати 6 листопада, коли зателефонував дружині, щоб сказати їй, що він у безпеці, але не бажає розкривати своє місцезнаходження. Тайська влада не має жодного запису про те, що Міньхай покинув країну. Сім'я Міньхая зв'язалася з посольством Швеції, і шведська поліція подала заяву в Інтерпол. "Гардіан" зазначив, що тайський уряд мало що зробив для розкриття цієї справи, вказавши, що його військова хунта стає все більш поступливою до китайських вимог.

### Підтвердження утримання під вартою
17 січня 2016 року агенція новин Сіньхуа опублікувала статтю про те, що особу на ім'я Ґуй Міньхай затримано у зв'язку з ДТП зі смертельним результатом у грудні 2003 року, у якому загинула школярка. Видається, що він перебував під домашнім наглядом у призначеному місці. Агентство Сіньхуа припустило, що Міньхай Міньхай (桂敏海), в якого середній ієрогліф імені вимовлявся ідентично, але писався по-іншому, ніж у видавця Міньхая Міньхая. У листопаді 2004 року, одразу ж після судового засідання, він втік за кордон, використавши позичене посвідчення особи та замаскувавшись під туриста. Станом на 2005 рік у тому посвідченні його фактичний вік був 46 років, а у порівнянні з такими ж даними в шведському паспорті Міньхая різниця у віці становила 5 років. Ці дві розбіжності породили підозри в тому, що, можливо, стався випадок помилкової ідентифікації особи. Агентство Сіньхуа заявило, що в жовтні 2015 року Міньхай здався службовцям громадської безпеки.
Відео-зізнання, яке у той же час вийшло і транслювалось на Центральному телебаченні Китаю, підтвердило його особу. У 10-хвилинному ексклюзивному відео Міньхай у сльозах висловив каяття щодо звинувачення у вбивстві, якого він уникнув десятьма роками раніше. Він сказав, що його повернення на материковий Китаї та його здача є "моїм особистим вибором і не має жодного зв'язку ні з ким іншим. Я маю понести власну відповідальність і я не хочу, щоб будь-яка людина або організація втручатися, або ж злісно нагнітали істерію навколо мого повернення". Міньхай також сказав: "Хоча у мене є шведське громадянство, я справді відчуваю, що я все-таки китаєць – мої корені в Китаї. Тому я сподіваюся, що Швеція може поважати мій особистий вибір, поважати мої права та конфіденційність мого особистого вибору й дозволить мені вирішити мої власні проблеми". Було сказано, що кримінальні розслідування за іншими звинуваченнями тривають. Лише 19 січня коли його співгромадянин зі Швеції Пітер Далін, один із засновників НУО, що проводить юридичні тренінги для місцевих юристів у Китаї, виступив на телебаченні та зізнався в тому, що порушив китайські закони й "заподіяв шкоди китайському уряду [та] образив почуття китайського народу", саме тоді міжнародна громадськість дізналася, що Міньхай також зізнався на телебаченні; а Даліна згодом депортували. Організація "Репортери без кордонів" засудила Китай за примусові визнання, й закликала ЄС запровадити санкції щодо компаній CCTV та Сіньхуа за те, що вони "свідомо поширювали брехню, а також заяви, імовірно, отримані під примусом". У своєму листі до дружини від 17 січня Лі Бо пише, що добровільно вирушив на материк, щоб допомогти китайським правоохоронним органам розслідувати справу, в якій фігурує Міньхай. Він засудив Міньхая як "морально неприємну особу", яка втягнула його в неприємності з владою.

Відео-зізнання Міньхая, що прозвучало в ефірі Центрального телебачення Китаю 17 січня 2016 року

### Реакція на затримання
Бей Лін, особистий друг Міньхая та президент незалежної китайської організації ПЕН-клуб, заявив, що Міньхай не здався добровільно, а його викрали. Він підтвердив, що інцидент з водінням у нетверезому стані, внаслідок якого загинула молода жінка, й справді мав місце, але та аварія і його зникнення ніяк не пов'язані. Бей стверджував, що немає офіційного запису про від'їзд Міньхая з Таїланду, і що його викраденням порушено міжнародне право. Він припустив, що викрадачі поверталися до квартири Міньхая, щоб роздобути там його паспорт, і що Міньхая могли відправити з Камбоджі до Китаю літаком, завантаженим китайськими депортантами. За допомогою електронного листа від 10 листопада Лі Бо повідомив дочку Міньхая Анджелу про зникнення її батька. У ньому він сказав, що боїться, що Міньхая доставили в Китай "з політичних причин". Анджела спростувала заяву про те, що її батько повернувся на материк добровільно.

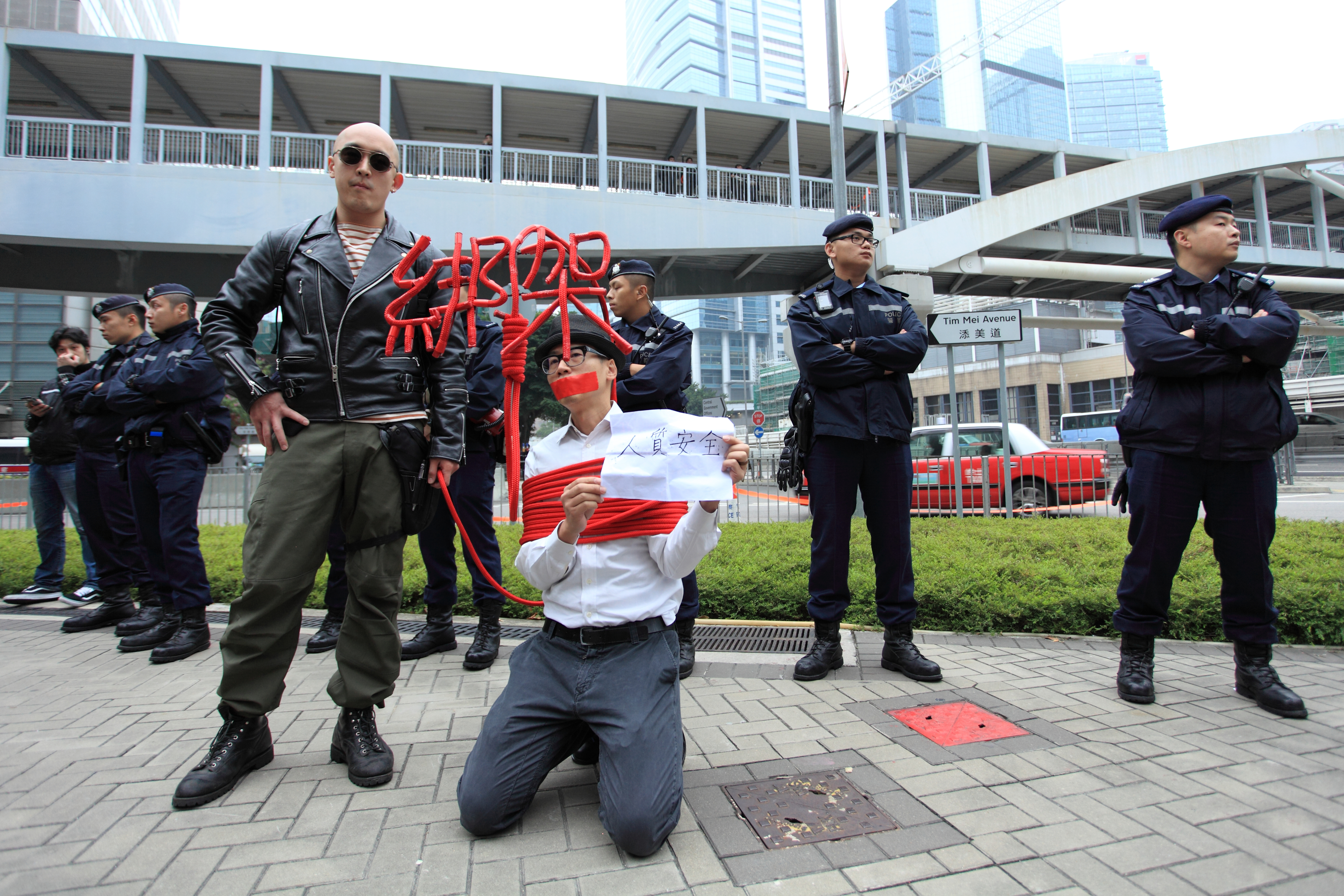
Митець Кейсі Вон протестує проти зникнення книготорговців Козвей Бей. Знак у його руці говорить "заручник це добре". 10 лютого 2016 року

Швеція неодноразово вимагала від Китаю прозорості, й у грудні запросила посла Таїланду для отримання інформації. Після появи відео-зізнання Міністерство закордонних справ Швеції повідомило, що шведському консулу нарешті дозволили відвідати Міньхая. У січні 2016 року міністр закордонних справ Швеції Марґот Вальстрем засудила примусове зізнання Даліна і Міньхая (які є громадянами Швеції) на китайському телебаченні, назвавши їх "неприйнятними". Китайський уряд стверджував, що Міньхай передусім китайський підданий, а шведський уряд, схоже, спокійно прийняв таку позицію. Зусилля шведської дипломатії здійснювались через консульські канали й були стриманими.
Наприкінці лютого 2016 року державні ЗМІ уточнили наявні звинувачення проти Міньхая, і написали, що Міньхая затримали за "незаконну підприємницьку діяльність". Йому приписували свідоме поширення книг, не схвалених головним управлінням преси та публікацій Китаю. Згідно з цими звинуваченнями, від жовтня 2014 року близько 4000 таких книг, замаскованих під інші книги, надіслано поштою 380 покупцям у 28 містах материкового Китаю. Також на початку лютого Європейський парламент оприлюднив заяву з проханням негайно звільнити Міньхая, Лі Бо та трьох їхніх колег по книгарні Козвей Бей Букс. Міністр закордонних справ Великої Британії Філіп Гаммонд у своїй доповіді про Гонконг за другу половину 2015 року висловив стурбованість стосовно зникнень у книгарні Козвей Бей Букс. Зокрема, він сказав, що викрадення колеги Міньхая Лі Бо (який є громадянином Великої Британії) з Гонконгу, є "серйозним порушенням спільної китайсько-британської декларації про Гонконг, що порушує принцип одна країна, дві системи".
Затримання Міньхая обговорили в травні на засіданні Виконавчого комітету Конгресу США щодо Китаю. У вересні Анджела виступила перед Радою ООН з прав людини, а також зробила емоційну заяву від імені батька на шведському телебаченні, що спонукали до ще однієї публічної заяви Вальстрем стосовно затримання. Той самий шведський уряд, про який казали, що він був залучений до "тихої дипломатії" з китайським режимом, забезпечив собі другу зустріч з Гуєм через 11 місяців з часу його взяття під варту.
Через рік після зникнення Міньхая коментатори дійшли загального консенсусу, що цих п'ятьох книготорговців викрала китайська влада. Станом на пусто 2016 рік Міньхай вже провів цілий рік у в'язниці, тоді як решту чотирьох випустили на початку березня 2016 року. Один колега, Лам Вінг-кі, дав інтерв'ю, яке широко висвітлювали ЗМІ, де він дуже докладно розповів про своє викрадення правоохоронними органами материкового Китаю та місяці ув'язнення у Нінбо, а згодом у Шаогуані. Інші їхні колеги відмовчувались і не давали коментарів.
У червні 2017 року в ході державного візиту шведський прем'єр-міністр Стефан Левен обговорив справу Міньхая Міньхая з головою КНР.

### Звільнення з-під варти Бюро громадської безпеки та очевидний повторний арешт
За словами китайських чиновників, Міньхая Міньхай звільнили 17 жовтня 2017 року. МЗС Швеції отримало повідомлення від китайської влади, що Міньхая звільнили, "хоча ні його донька, ні шведська влада не знали про його місцеперебування" ще якийсь певний проміжок часу після цього. 19 січня 2018 року група з приблизно 10 осіб у цивільному одязі сіла в поїзд, що прямував до Пекіна, і витягнула Міньхая з поїзда. За словами його доньки, Анджели, Міньхай їхав на медичний огляд до Пекіну в супроводі двох високопоставлених шведських дипломатів. Шведський уряд підтверджує даний інцидент. На початку лютого Міньхай знову з'явився перед журналістами проурядових новинних агентств, включаючи гонконзьку газету Саут-Чайна-Морнінг-Пост Гонконгу, зі зізнанням. У жовтні 2017 року Міньхая, який був ув'язнений або під пильним наглядом упродовж останніх двох років, схоже, звільнили. З його слів, Швеція зробила з його справи сенсацію і шляхом обману втягнула його в невдалу спробу виїхати з Китаю, використавши як привід візит до лікаря у шведському посольстві в Пекіні. Вони нібито чекали можливості репатріації Міньхая до Швеції. Міжнародні громадські організації Human Rights Watch та Amnesty International засудили "такий тип сфабрикованого [зізнання] зробленого під час утримання під вартою, без права листування та спілкування". Пізніше Швеція засудила "брутальне втручання Китаю" у справу Міньхая наступного ж тижня після зізнання.

### Закулісні дипломатичні суперечки
У лютому 2019 року донька Міньхая Анджела зробила допис у блозі, де задокументувала "дуже дивний досвід" за участю Анни Ліндстедт, посла Швеції в Китаї. Там вона стверджує, що Ліндстедт зв'язалася з нею в середині січня й запросила її на зустріч у Стокгольмі. Цю зустріч вона організувала з якимись китайськими бізнесменами, які, на її думку, зможуть допомогти зі звільненням її батька.
Анжела розповіла в своєму блозі, що зустрічі проходили в приватній лаундж-зоні в стокгольмському готелі, де її ізолювали на кілька днів, і навіть супроводжували до та з ванної кімнати. Ті чоловіки, що стверджували, що мають "зв'язки у Комуністичній партії Китаю", напевно, використовували суміш спонукань, маніпуляцій і погроз у її бік. Їй сказали, що звільнення її батька залежатиме від того, чи зупинить вона свою кампанію та чи не взаємодіятиме зі ЗМІ. Вони запропонували їй китайську візу, а також роботу в китайському посольстві. На думку Анджели, присутність і, як здавалося, позиція підтримки посла Ліндстедт говорила про те, що ці переговори зініціювало Міністерство закордонних справ Швеції. Втім, ситуація з цими зустрічами викликала в неї дискомфорт. Коли пізніше вона зробила запити до Міністерства закордонних справ Швеції, там відповіли, що були не в курсі подій.
Китайське посольство в Стокгольмі заперечило свою причетність; Міністерство закордонних справ Швеції заявило, що вони не були в курсі цих подій навіть після того, як ці зустрічі відбулись.Воно підтвердило ЗМІ, що посла відкликали, і що внутрішнє розслідування інциденту триває.

## Поезія
Міньхай написав кілька віршів, включаючи Олень Девіда Пере і Героїзм (обидва у перекладі Анни Геночович). Їх можна побачити тут.